# ヨハネス・シュタルク
ヨハネス・シュタルク（Johannes Stark、1874年4月15日 - 1957年6月21日)は、ドイツの、バイエルン公国シッケンホーフ（現・フライフンク)生まれの物理学者。シュタルク効果の提唱者。
ミュンヘン大学のオイゲン・フォン・ロンメルの下で物理学と化学を学び、1897年に物理学のPh.D.を取得。ナチスによる政権掌握後は、フィリップ・レーナルトと共に反ユダヤ主義の観点から「ドイツ物理学」を提唱し、アルベルト・アインシュタインの相対性理論を「ユダヤ物理学」と呼んで唾棄した。この事が原因となり、第二次世界大戦後の1947年に非ナチ化法廷により4年の禁固刑に処せられ、彼の生涯を紹介する文献の多くが破棄された。

## 経歴
- アーヘン工科大学、グライフスヴァルト大学の教授を歴任。
- 1920-21年：ヴュルツブルク大学教授。
- 1933-39年：国立理工学研究所所長。

## 業績
- 1905年：カナル線におけるドップラー効果の発見。
- 1913年：水素スペクトル線のシュタルク効果を発見。
- 1919年：ノーベル物理学賞受賞

## シュタルク効果
電場におかれた原子の発光スペクトルが分岐してサテライト線を持つようになる現象。